# Fortitude
Fortitude — сьомий студійний альбом французького хеві-метал гурту Gojira. Альбом був випущений 30 квітня 2021 року лейблом Roadrunner Records і спродюсований фронтменом колективу Джо Дюплантьє. Запис відбувся у студії гурту в Нью-Йорку.
Амбіція Gojira полягала в тому, щоб написати більш згуртований і яскравіший альбом, ніж Magma, наголошуючи на прогресивному звучанні, одночасно включаючи гітарні соло та елементи класичного року з позитивним ліричним посилом. Написання пісень почалося на початку 2018 року, але було призупинено через гастрольний графік гурту. Пандемія COVID-19 перервала зведення альбому, і його реліз було перенесено на пізніший термін.
Fortitude дебютував під номером 12 у Billboard 200 і продав 27 372 одиниці протягом тижня свого дебюту в США, що перевершило показники Magma у чарті. Альбом очолив чарти Billboard Hard Rock Albums і Top Rock Albums, а також чарт Rock & Metal Albums Великобританії. Альбом посів високі позиції в європейських чартах і розійшовся тиражем у 9900 одиниць за перший тиждень випуску у Франції. Він досяг 3 місця в чартах ARIA. Fortitude був найбільш продаваним альбомом (чисті продажі) у Сполучених Штатах на першому тижні.
Metal Hammer і Revolver визнали Fortitude найкращим альбомом 2021 року. Альбом посів третє місце в списку «10 найкращих метал-альбомів 2021 року» журналу Rolling Stone. На 64-й щорічній церемонії вручення премії "Греммі" сингл "Amazonia" був номінований як найкраще метал виконання.

## Запис і продюсування
У травні 2019 року барабанщик Маріо Дюплантьє повідомив в інтерв'ю, що гурт розпочав роботу над своїм сьомим альбомом, а 26 вересня колектив опублікував у своєму Інстаграм-акаунті фотографію зі власної студії звукозапису Silver Cord Studio у Нью-Йорку, таким чином оголосивши про початок запису. Gojira завершили запис у січні 2020 року, запланувавши зведення в десятих числах березня, а вихід альбому в червні, проте через пандемію COVID-19 звукорежисер Енді Уоллес, який тоді перебував у Флориді, не зміг прилетіти на студії до музикантів. У зв'язку з цим вихід альбому був спочатку відкладений на вересень, а коли стало ясно, що через обмеження все ще неможливо буде організувати концерти, реліз перенесли на 2021. 5 серпня 2020 року Gojira випустили самостійний сингл «Another World», який є першим релізом гурту після виходу попереднього альбому Magma у 2016 році. Водночас музиканти виклали анімований відеокліп на своєму офіційному YouTube каналі, режисерами якого виступили Максим Тібергін та Сільвен Фавр.
16 лютого 2021 року на офіційному веб-сайті гурту з'явилася сторінка з написом «Be The First To Know» (з  англ.  —  «Будь першим, хто дізнається») та 11 символами, при натисканні на кожен з яких з'являлася окрема назва пісні, серед яких була також і "Another World". Крім цього в адресному рядку до адреси сайту було додано «/430», що було розцінено шанувальниками як потенційна дата релізу нового альбому — 30 квітня. Наступного дня, 17 лютого, Gojira офіційно анонсували Fortitude і випустили сингл, Born For One Thing, супроводживши його музичним відео. 26 березня група випустила сингл, «Amazonia», одночасно запустивши кампанію зі збору коштів для організації «Об'єднання корінних народів Бразилії » (англ. The Articulation Of Indhibited Peoples Of Brazil), яка відстоює екологічні та культурні права корінних племен Амазонки, постраждалих від вирубки лісів, втрати земель, примусової праці, насильства та переслідувань. Джо Дюплантьє прокоментував це рішення колективу: «Ми не хочемо просто випустити пісню під назвою „Amazonia“ — ми хочемо зробити щось вище за це. Як творчі люди, ми відчуваємо відповідальність за те, щоб пропонувати людям можливість діяти».

## Тематика пісень
Говорячи про назву альбому, Джо Дюплантьє пояснював, що вона означає «неймовірну силу», яка має кожну людину і яка може змінити цей світ. Музикант зізнавався, що останнім часом він почав песимістичніше дивитися на майбутнє, розчаровуючись від байдужості та неосвіченості оточуючих людей, включаючи світових політиків. Своїм альбомом він хоче пробудити в людях бажання змінити світ і дати їм сили не здаватися цим шляхом:
|  | Стійкість це те, що нам потрібно проявляти, це те, що нам потрібно прийняти. Це те, чим ми маємо бути у світі, де все невизначено — навіть у найближчому майбутньому. З початку існування нашої групи ми просували співчуття проти конкуренції та любов проти ненависті. Сенс Fortitude - надихати людей бути найкращою версією самих себе і бути сильними незважаючи ні на що. |

Відкриваюча пісня «Born For One Thing» вивчає природу смертності та порушує питання екзистенціалізму. Джо Дюплантьє відзначає антиспоживчий посил пісні, який був натхненний тибетськими та тайськими філософами. Вокаліст пояснював, що треба прийняти ідею того, що ми всі рано чи пізно помремо, і знання цього допоможе людям бути співчутливішими не чіплятися за те, що їм насправді не потрібно. Завершальний трек «Grind» присвячений тому, що не можна відкладати справи на тривалий термін та «закопувати голови в пісок» на невизначений термін. «Sphinx» віддає шану єгипетському Сфінксу.

## Треклист
Автор музики Маріо Дуплантьє і Джо Дуплантьє. Слова - Джо Дуплантьє. 
| Треклист Fortitude | Треклист Fortitude   | Треклист Fortitude |
| #                  | Назва                | Тривалість         |
| ------------------ | -------------------- | ------------------ |
| 1.                 | «Born for One Thing» | 4:20               |
| 2.                 | «Amazonia»           | 5:01               |
| 3.                 | «Another World»      | 4:25               |
| 4.                 | «Hold On»            | 5:30               |
| 5.                 | «New Found»          | 6:37               |
| 6.                 | «Fortitude»          | 2:08               |
| 7.                 | «The Chant»          | 5:13               |
| 8.                 | «Sphinx»             | 4:00               |
| 9.                 | «Into the Storm»     | 5:02               |
| 10.                | «The Trails»         | 4:07               |
| 11.                | «Grind»              | 5:34               |
| 51:58              |                      |                    |

| Бонус-треки японського видання | Бонус-треки японського видання                   | Бонус-треки японського видання |
| #                              | Назва                                            | Тривалість                     |
| ------------------------------ | ------------------------------------------------ | ------------------------------ |
| 12.                            | «Silvera» (live at Red Rocks Amphitheatre 2017)  | 3:57                           |
| 13.                            | «Backbone» (live at Red Rocks Amphitheatre 2017) | 6:23                           |
| 14.                            | «Pray» (live at Red Rocks Amphitheatre 2017)     | 10:20                          |
| 72:36                          |                                                  |                                |

## Учасники запису
Gojira
- Джо Дюплантьє – вокал, ритм-гітара, арфа, продюсування, аранжування, обкладинка
- Крістіан Андрю – соло-гітара
- Жан-Мішель Лабадьє — бас-гітара
- Маріо Дуплантьє – ударні

Інші
- Тед Дженсен – мастеринг
- Енді Воллес – зведення
- Йоганн Мейєр – звукоінженер
- Браян Монтгомері – помічник звукоінженера
- Ден Мальш – помічник звукоінженера
- Хорхе Таварес – помічник звукоінженера
- Джеймі Верц – помічник звукоінженера
- Тейлор Бінглі – помічник звукоінженера
- Морган Девід – помічник звукоінженера
- Вільям «Біллі» Кнауфт – помічник звукоінженера
- Адріана Ванелла – вокал на "Amazonia"

## Чарти
| Chart (2021)                                         | Peak position |
| ---------------------------------------------------- | ------------- |
| Австралія Australian Albums (ARIA)                   | 3             |
| Австрія Austrian Albums (Ö3 Austria)                 | 3             |
| Бельгія Belgian Albums (Ultratop Flanders)           | 5             |
| Бельгія Belgian Albums (Ultratop Wallonia)           | 2             |
| Канада Canadian Albums (Billboard)                   | 15            |
| Чехія Czech Albums (ČNS IFPI)                        | 34            |
| Данія Danish Albums (Hitlisten)                      | 3             |
| Нідерланди Dutch Albums (MegaCharts)                 | 4             |
| Фінляндія Finnish Albums (Suomen virallinen lista)   | 2             |
| Франція French Albums (SNEP)                         | 2             |
| Німеччина German Albums (Offizielle Top 100)         | 8             |
| Греція Greek Albums (IFPI)                           | 3             |
| Угорщина Hungarian Albums (MAHASZ)                   | 11            |
| Ірландія Irish Albums (OCC)                          | 17            |
| Італія Italian Albums (FIMI)                         | 47            |
| Японія Japanese Albums (Oricon)                      | 124           |
| Нова Зеландія New Zealand Albums (Recorded Music NZ) | 18            |
| Норвегія Norwegian Albums (VG-lista)                 | 10            |
| Польща Polish Albums (ZPAV)                          | 7             |
| Португалія Portuguese Albums (AFP)                   | 4             |
| Шотландія Scottish Albums (OCC)                      | 6             |
| Іспанія Spanish Albums (PROMUSICAE)                  | 24            |
| Швеція Swedish Albums (Sverigetopplistan)            | 13            |
| Швейцарія Swiss Albums (Schweizer Hitparade)         | 4             |
| Swiss Albums (GFK Romandy)                           | 1             |
| Велика Британія UK Albums (OCC)                      | 6             |
| Велика Британія UK Rock & Metal Albums (OCC)         | 1             |
| США Billboard 200                                    | 12            |
| США Top Hard Rock Albums (Billboard)                 | 1             |
| США Top Rock Albums (Billboard)                      | 1             |

| Chart (2021)                   | Position |
| ------------------------------ | -------- |
| French Albums (SNEP)           | 174      |
| US Top Rock Albums (Billboard) | 97       |